# Espiráculo (artrópodo)

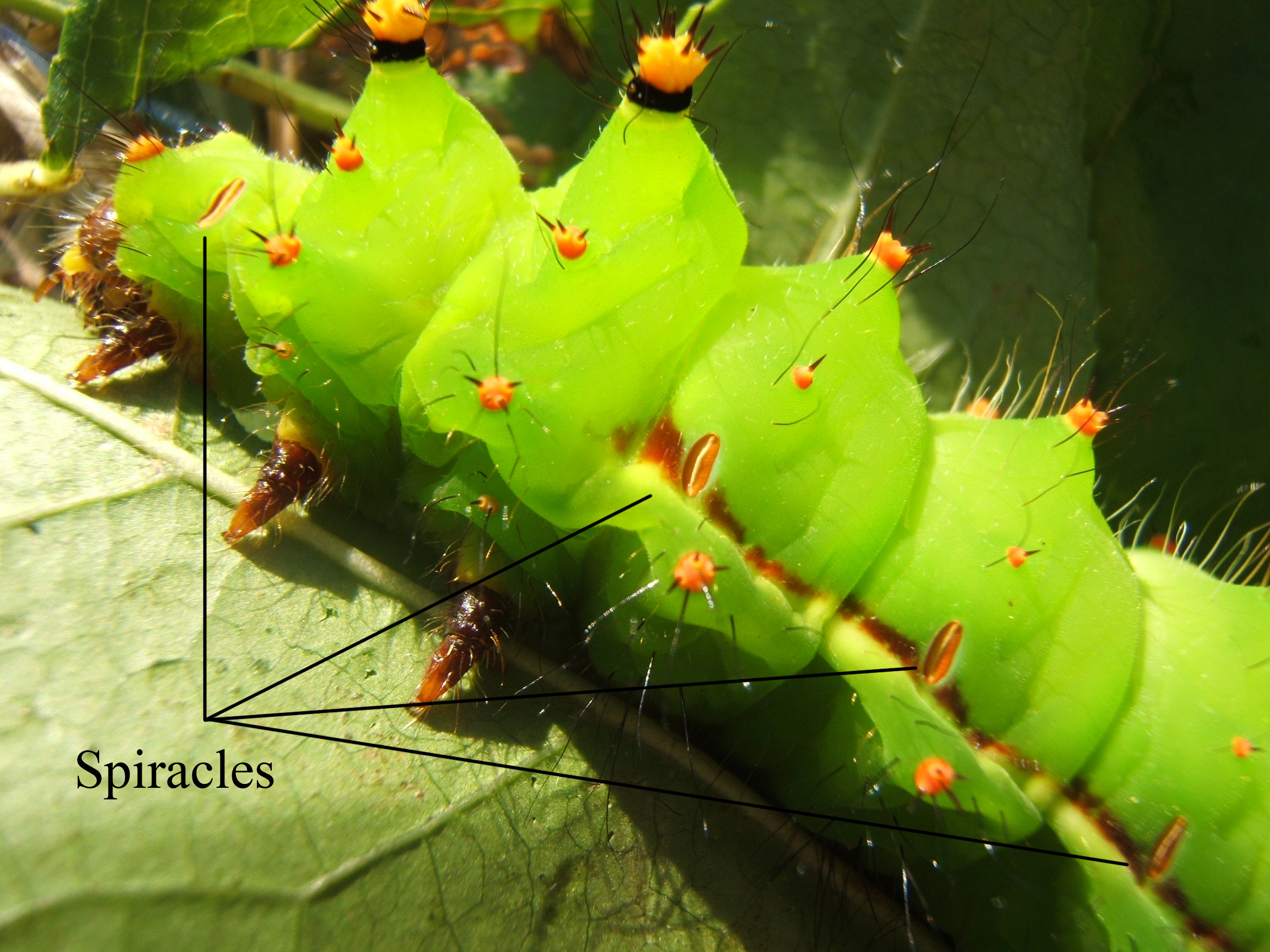
Mariposa luna de la india (Actias selene) larva con algunos de los espiráculos marcados

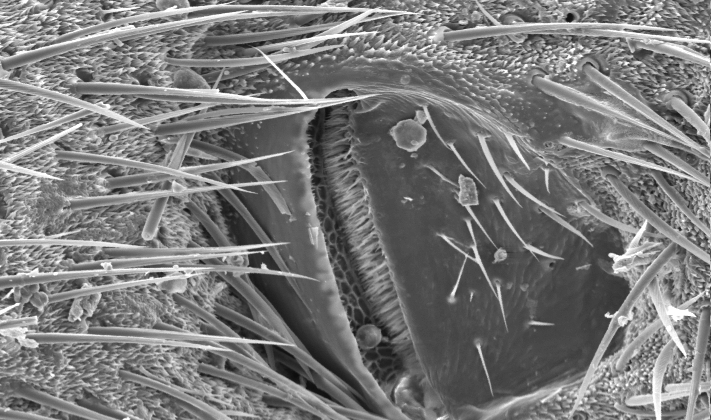
Micrografía del espiráculo de un grillo

Un espiráculo es la apertura en los exoesqueletos de los insectos y de algunas especies de arañas que permite el ingreso de aire a la Tráquea. En el aparato respiratorio de los insectos los tubos traqueales se encargan principalmente de transportar Oxígeno directamente hacia los tejidos del animal. Los espiráculos pueden ser abiertos y cerrados para prevenir la pérdida de agua gracias a la contracción de los músculos cercanos al espiráculo. Estos músculos son controlados por el Sistema nervioso central, pero también pueden reaccionar a estímulos químicos localizados. Muchos insectos acuáticos tienen un sistema similar para prevenir el ingreso de agua a la tráquea. El tiempo y duración de la apertura de los espiráculos puede afectar el ritmo del organismo. Los espiráculos a veces tienen pelos al su alrededor para minimizar el movimiento de aire cerca de la apertura y, así, prevenir la pérdida de agua.
Aunque todos los insectos tienen espiráculos, solo algunas especies de arañas los tienen (como es el caso de la Gasteracantha cancriformis o de las gladicosas), ya que las filotráqueas son más prevalentes que las tráqueas en el mundo de los arácnidos. De todas formas, algunas especies de arañas desarrollaron un sistema de tráqueas independientemente de aquél desarrollado en los insectos, lo cual también incluye la evolución independiente de los espiráculos. Estas arañas, de todos modos, mantuvieron las filotráqueas, así que tienen las dos.